# Élections municipales de 1977 à Saint-Étienne
Les élections municipales de 1977 à Saint-Étienne ont eu lieu les 13 et 20 mars.
À l'issue du scrutin et à la surprise générale, le candidat du PCF, Joseph Sanguedolce, est devenu maire de Saint-Étienne face au maire sortant radical, Michel Durafour ; il devient ainsi le premier maire de gauche de Saint-Étienne d'après-guerre.

## Premier tour
|                                | Liste                      | Nombre de voix | Résultats |
| Sigrid Duraj                   | LCR - LO                   | 2 369          | 3,20 %    |
| Joseph Sanguedolce             | PCF - PS - MRG             | 33 279         | 44,92 %   |
| Michel Durafour, maire sortant | RAD (CR) - CDS - CNIP - RI | 32 265         | 43,56 %   |
| Bernard Fournier               | RPR                        | 6 058          | 8,31 %    |